# Tetragnatha linearis
Tetragnatha linearis là một loài nhện trong họ Tetragnathidae.
Loài này thuộc chi Tetragnatha. Tetragnatha linearis được miêu tả năm 1849 bởi Nicolet.